# Matsukawa (Shimoina)
Matsukawa (松川町 Matsukawa-machi?) es un pueblo en la prefectura de Nagano, Japón, localizado en la parte central de la isla de Honshū, en la región de Chūbu. El 1 de marzo de 2021 tenía una población estimada de 12 435 habitantes y una densidad de población de 171 personas por km².

## Geografía
Matsukawa se encuentra en la cuenca Ina, al sur de la prefectura de Nagano, limita al oeste con las montañas Kiso. El río Tenryū pasa por el centro del pueblo.

## Historia
El área del actual Matsukawa era parte de la antigua provincia de Shinano. El pueblo moderno se estableció el 20 de septiembre de 1956 por la fusión de la villa de Oshima en el distrito de Shimoina con la aldea de Katagiri en el distrito de Kamiina.

## Demografía
Según los datos del censo japonés, la población de Matsukawa se ha mantenido relativamente estable en los últimos 50 años.
| Gráfica de evolución demográfica de Matsukawa entre 1940 y 2015 |
|                                                                 |
| Oficina de Estadísticas de Japón                                |